# Richard Baxter (jurist)
Richard Baxter (New York, 14 februari 1921 - Boston, 25 september 1980) was een Amerikaans rechtsgeleerde op het gebied van internationaal humanitair recht en het internationale recht voor vaarwegen, verdragen en gewoonterecht. Van 1959 tot 1979 was hij hoogleraar aan de Harvard-universiteit. Aansluitend was hij kortstondig rechter van het Internationale Gerechtshof.

## Levensloop
Baxter studeerde aan verschillende universiteiten. Hij behaalde een Bachelor of Arts aan de Brown-universiteit, een Bachelor of Laws aan de Harvard-universiteit, een diploma in internationaal recht aan de Universiteit van Cambridge en een Master of Laws aan de Universiteit van Georgetown. Van 1942 tot 1954 diende hij voor het Amerikaanse leger; in deze tijd werd hij onderscheiden met een Bronzen Ster en opgenomen in het Legioen van Verdienste.
Van 1954 tot 1979 doceerde hij aan Harvard, waaronder vanaf 1959 als hoogleraar. Hier bekleedde hij later de Manley O. Hudson-leerstoel voor internationaal recht. In 1977 werd hij opgenomen door het Institut de Droit International.
Daarnaast was hij juridisch adviseur voor de Amerikaanse ministeries voor buitenlandse zaken en defensie, het Naval War College en de Wereldbank. Van 1974 tot 1976 was hij president van de American Society of International Law en van 1970 tot 1978 redacteur van het vakblad ervan, het American Journal of International Law. Postuum werd hem in 1981 de Manley O. Hudson Medal door het genootschap toegekend.
In 1978 werd hij gekozen tot rechter van het Internationale Gerechtshof in Den Haag. Zijn termijn begon in februari 1979 en eindigde voortijdig toen hij in mei 1980 overleed; hij werd opgevolgd door zijn landgenoot Steve Schwebel. Naar hem zijn de Richard Reeve Baxter Award van de Pennsylvania State University genoemd en de Richard R. Baxter Memorial Award in het kader van de Philip C. Jessup Moot Courts.

## Werk (selectie)
- 1960 en 1961: Documents on the St. Lawrence Seaway. A Selection of Documents, Londen en New York
- 1964: The Law of International Waterways. With Particular Regard to Interoceanic Canals, Cambridge, Massachusetts, en Londen
- 1965: The Panama Canal: Background Papers and Proceedings, als coauteur New York
- 1967: The Law of International Drainage Basins, als coauteur New York

- Bibsys: 13060089
- Gemeinsame Normdatei: 14194191X
- International Standard Name Identifier: 0000 0000 8253 5201
- Library of Congress Control Number: n92041362
- Nationale Bibliotheek van Israël: 987007271944405171
- Nederlandse Thesaurus van Auteursnamen: 069434352
- Système universitaire de documentation: 081845928
- Trove: 1026259
- Virtual International Authority File: 65662593
- WorldCat: E39PBJm4Pb6vtcFc7gWmmYjBfq